# Alexander Holle
Alexander Holle (27 de febrero de 1898 - 16 de julio de 1978) fue un general alemán (Generalleutnant) en la Legión Cóndor de la Luftwaffe durante la participación alemana en la guerra civil española y en la Segunda Guerra Mundial. Fue condecorado con la Cruz de Caballero de la Cruz de Hierro de la Alemania Nazi. 
Desde el 8 de mayo de 1945 hasta febrero de 1948 Holle fue prisionero de guerra. Después de su liberación se casó el 12 de mayo de 1948 y tuvo una hija. 
El 16 de julio de 1978 murió en Múnich y fue enterrado con guardia militar de honor.

## Condecoraciones
- Cruz Alemana en Oro el 11 de mayo de 1942 como Oberst con Kampfgeschwader 26[1]
- Cruz de Caballero de la Cruz de Hierro el 30 de diciembre de 1942 como Oberst y como Fliegerführer Nord y Geschwaderkommodore del Kampfgeschwader 26.[2]